# Horneburg
Horneburg település Németországban, azon belül Alsó-Szászország tartományban. Lakosainak száma 7080 fő (2023. december 31.). Horneburg Dollern, Nottensdorf és Bliedersdorf községekkel határos.

## Népesség
A település népességének változása:
| Lakosok száma | 6162 | 6170 | 6161 | 6721 | 6936 | 7080 |
|               | 2016 | 2017 | 2019 | 2021 | 2022 | 2023 |